# Agnieszka Stelmaszyk
Agnieszka Stelmaszyk (ur. 6 stycznia 1976) – polska autorka książek dla dzieci i młodzieży, podróżniczka.

## Życiorys
Pochodzi z Wielkopolski, uczęszczała do Szkoły Podstawowej im. Kardynała Stefana Wyszyńskiego w Wysokiej.
Z wykształcenia jest nauczycielką języka polskiego, nigdy jednak nie pracowała w szkole. Początkowe zainteresowania biologią i zawodem lekarki czerpała za sprawą swojej matki – nauczycielki biologii. Pochłaniały ją także historie archeologiczne i kryminały. Mieszka z rodziną w Bydgoszczy.
Zadebiutowała w 2007 roku zbiorem Opowiadania z morałem w wydawnictwie Papilon. W 2010 roku ukazał się pierwszy tom serii Kroniki Archeo, która stała się najpopularniejszą serią autorki.

## Twórczość
Agnieszka Stelmaszyk jest autorką wielu książek dla dzieci i młodzieży. Jej bestsellerowa seria Kroniki Archeo, wydawana przez Wydawnictwo Zielona Sowa, sprzedała się w nakładzie ponad 500 tys. egzemplarzy. W 2016 jej książki ukazały się w przekładach na rosyjski i ukraiński. Jej książki ukazały się w języku azerskim, czeskim, estońskim, fińskim, litewskim, niemieckim, rosyjskim oraz ukraińskim.

### SeriaKroniki Archeo
1. Tajemnica Klejnotu Nefertiti, 2010
2. Skarb Atlantów, 2011
3. Sekret Wielkiego Mistrza, 2011
4. Klątwa Złotego Smoka, 2012
5. Zagadka Diamentowej Doliny, 2012
6. Zaginiony Klucz do Asgardu, 2013
7. Przepowiednia Synów Słońca, 2013
8. Szyfr Jazona, 2014
9. Komnata szeptów, 2015
10. Oko Węża, 2018
11. Złoty szlak, 2019
12. Dom Fauna, 2020

Dodatkowe tytuły z serii Kroniki Archeo:
1. Dziennik Podróżnika, 2014
2. Akta Gordona Archera, 2017

### TrylogiaKoalicja Szpiegów
1. Luminariusz, 2013
2. Baza G-8, 2013
3. Misja Hexi Pen, 2014

### SeriaBiuro śledcze. Tomuś Orkiszek i partnerzy
1. Na tropie szafirowej broszki, 2014
2. Afera w teatrze, 2014
3. Radiowa zagadka, 2014
4. Skradziona kolekcja, 2015
5. Przybysze z gwiazd, 2015
6. Słony deser, 2016
7. Złota plomba, 2016

### TrylogiaTerra Incognita
1. Tajemnica gwiezdnego jeziora, 2014
2. Wybrzeże szkieletów, 2014
3. Zaklinacze wiatru, 2015

### SeriaKlub Poszukiwaczy Przygód
1. Zmora doktora Melchiora, 2014
2. Moneta zagłady, 2015
3. Ucieczka Szalonego Rumaka, 2015
4. Atak zmutowanych Robotów, 2016
5. As piątych klas, 2016
6. Tajemnica starej kamienicy, 2019

### TrylogiaOdyseusze
1. Gwiazda Morza, 2016
2. Postrach Siedmiu Mórz, 2016
3. Zemsta Królowej Piratów, 2017

### SeriaImaginarium
1. Gildia wynalazców, 2017
2. Ogród Leonarda, 2018

### SeriaPrzypadki kociej gromadki
1. Wesołe przypadki kociej gromadki, 2018
2. Nowe przypadki kociej gromadki, 2020

### SeriaMazurscy w podróży
1. Bunia kontra fakir, 2019
2. Porwanie Prozerpiny, 2019
3. Kamień przeznaczenia, 2020
4. Diamentowa gorączka, 2020
5. Szpieg, szmaragd i brukselskie koronki, 2021
6. Szpon Gryfa, 2023
7. Sekret białej damy, 2024

### SeriaKlub Przyrodnika
1. Zagadka purpurowej orchidei, 2021
2. Zagadka Srebrnego Ducha, 2022

### SeriaAlfred Wiewiór
1. Alfred Wiewiór i tajemnicza walizka, 2022
2. Alfred Wiewiór i posążek faraona, 2022
3. Alfred Wiewiór i znikające precle, 2023
4. Alfred Wiewiór i skradziona dynia, 2023

### Inne książki
- Mali Agenci. Dziecięcy świat przygód, 2007
- Opowiadania z morałem, 2007
- Już czytam! (12 opowiadań), 2009
- Niezwykłe święta Kornelii, 2009
- Hinkul na bezkociej wyspie, 2010
- O smoku, który chciał zostać rycerzem, 2012
- Kto mnie przytuli? (12 tomów), 2012-2014
- Tata i ja, 2013
- Hotel pod Twarożkiem, 2014
- 12 ważnych praw. Polscy autorzy o prawach dzieci, 2015
- Nieustraszona babcia Adela i kosmiczna przygoda, 2016
- Opowieści spod czereśni, 2016
- Michałek i pudełko niespodzianek, 2017
- Buntalki, 2018[1]